# كارلو أغوستيني
كارلو أغوستيني (بالإيطالية: Carlo Agostini)‏ (و. 1888 – 1952 م) هو عالم عقيدة، وتربوي، وكاتِب، وكاهن كاثوليكي، من إيطاليا، ولد في إيطاليا، توفي في البندقية، عن عمر يناهز 64 عاماً.

## مناصب
تولى منصب Patriarchate of Venice ‏ (1949–1952).

## التعليم
تعلم في الجامعة الغريغورية الحبرية، وجامعة القديس توما الأكويني البابوية.